# Hosszúliget
Hosszúliget (Gruilung), település Romániában, a Partiumban, Bihar megyében.

## Fekvése
A Király-erdő alatt, a nagyvárad–belényesi vasútvonal közelében, Félixfürdőtől délkeletre fekvő település. 

## Története
Hosszúliget nevét 1508-ban említette először oklevél Hozzwlygeth néven.
1808-ban Liget (Hosszú-),
Grujlung ~ Grujulung, 1913-ban Hosszuliget néven írták.
1851-ben Fényes Elek írta a településről:
Hosszuliget, románul Grujlung, Bihar vármegyében, hegyek közt, dombtetőn: 219 óhitü lakossal, s anyatemplommal. ... Birja a váradi deák püspök.
HosszúligetEgykor a Thelegdy család birtoka volt, melyet a család 1503-ban új adományként kapott; idővel azután a váradi püspök birtokába jutott, aki itt még a 20. század elején is birtokos volt.
1910-ben 334 lakosából 5 magyar, 328 román volt. Ebből 276 görögkatolikus, 461 görögkeleti ortodox volt.
A trianoni békeszerződés előtt Bihar vármegye Magyarcsékei járásához tartozott.

## Nevezetességek
- Görögkatolikus temploma – 1860-ban épült.